# IV. Ince pápa
IV. Ince (Genova, 1195 körül – Nápoly, 1254. december 7.) uralkodói néven vált a római katolikus egyház fejévé a történelem 180. pápája. Ince hosszas interregnum után foglalhatta el Szent Péter trónját, ami elődjének alig kéthetes pontifikátusa után nem is csoda. A konklávé igen nehéz helyzetben volt IV. Celesztin pápa halála után. II. Frigyes német-római császár Tivolinál táborozó serege nagy nyomást gyakorolt a választókra. A közel kétéves tanakodás után végül olyan egyházfő uralhatta Rómát, akit a császár ugyan örömmel üdvözölt, de hamarosan kiderült, hogy nem véletlenül vette fel az Ince nevet.
1252-ben kiadta az Ad extirpanda kezdetű pápai bullát, amelyben azt tanácsolta az itáliai polgári hatóságoknak, hogy az eretnekeket bűnözőként kezeljék és ettől kezdve a vizsgálatok szerves részét képezte a kínzás.

## Élete és pályája a szent trón előtt
Eredetileg Sinibaldo Fieschi néven született Genovában. A liguriai Lavagna grófi családjának legifjabb sarja kiváló neveltetésben részesült. Bolognában és Parmában tanult, és csakhamar az egyik legelismertebb kánonjogász lett a kontinensen. Iskolavárosaiba idő múltán visszatért, és Parmában kanonok lett, majd Bolognában az egyházjog professzora. 1226-ban a krónikák a pápai kúria egyik bírájaként említik. 1227. szeptember 23-án IX. Gergely a San Lorenzo in Lucina-templom bíborosává szentelte fel presbiteri rangon, majd 1228. július 28-án Róma alkancellári tisztjét is betölthette. 1235-ben Albenga püspökévé szentelték fel, és ezzel a klérus egyik legbefolyásosabb személyiségévé vált. Kiváló jogi ismeretei miatt a szintén jelentős jogász hírében álló IX. Gergely pápa bizalmasa és tanácsadója is volt. A közeli barátság egyben hivatalok betöltését is jelentette. Észak-Itália pápai legátusaként többször is igyekezett rábeszélni a pápával való szövetségre Toszkánát és Lombardiát. Amikor rövid uralkodás után elődje, IV. Celesztin meghalt, a bíborosok kollégiuma igen nehéz helyzetbe került. Az egyházi átok alatt álló II. Frigyes császár jelentős haderő élén az örök város közelében táborozott, arra várva, hogy az egyház végre egy olyan főt választ magának, akivel megértik majd egymást. A megfélemlített bíborosok azonban nem akarták voksukat a császár óhajára leadni, ezért a kollégium titokban elmenekült Rómából Anagniba. Az egy év, hét hónap és tizenöt napon át tartó huzavona végül 1243. június 25-én eredménnyel járt. A császári nyomás alól felszabadult bíborosok egyöntetűen Sinibaldo bíborost választották meg a trónra. A ghibellinek, azaz császárpártinak ismert bíborostól az egyház okos békét várt II. Frigyes birodalmával. Sinibaldo koronázása után felvette a IV. Ince nevet, amellyel, mint utólag kiderült, III. Ince pápa uralkodásának elveire akart visszautalni.

## Az utolsó fejezet a császárok és pápák küzdelméről

### II. Frigyes csalódása
IV. Ince trónra lépése feloldotta a közvetlen veszélyt az egyház feje felől, hiszen az újdonsült egyházfő II. Frigyes egyik közeli barátja volt. A császár azonnal követeket küldött Incéhez, hogy gratuláljon a gróf pápai hivatalához, és hogy a császárság valamint a pápaság közötti ellentétek felszámolását megindítsa. Az egyházfő azonban fenntartásokkal fogadta Frigyes üzenetét, hiszen korábbi tapasztalatai szerint a császár szava nem tartozik a szent és sérthetetlen dolgok közé. Maga a pápa egyébként nem fogadta a követeket sem, hiszen mint uruk, ők maguk is az egyház átka alatt álltak. Mindazonáltal a pápa is érdekelt volt a két hatalom kiegyezésében. Ezért követként Németországba küldte három kiváló hívét, Pétert, Rouen érsekét, Modenai Vilmost és Vilmos apátot. A követeknek elsősorban az volt a feladata, hogy rávegyék a császárt a fogva tartott főpapok szabadon engedésére. Frigyes még akkor záratta be a bíborosokat, amikor azok a IX. Gergely által összehívott zsinatra igyekeztek. A három legátusra bízta Ince, hogy kipuhatolják azt is, vajon a császár milyen elégtételre hajlandó az egyház megsértéséért cserébe. Amennyiben Frigyes valóban megbánta múltbéli tetteit, Ince hajlandó feloldani az egyházi átkot. Azonban a pápa igyekezett azt is a császár tudtára adni, hogy ha nem ismeri be az egyháznak okozott sérelmeit vagy azokat igazságtalannak tartja, akkor azt Ince egy egyetemes zsinat előtt tárgyalja meg. Erre a zsinatra pedig meghívja a keresztény uralkodókat, a klérust és a hercegeket is. Frigyes az Amalfiban tartott találkozó után keserűen megállapította, hogy az új pápa semmivel sem bizonyul egyszerűbb esetnek, mint IX. Gergely. A krónikák szerint a találkozó után úgy fogalmazott, hogy "a pápaválasztással elvesztettem egy bíboros barátomat, és nyertem egy ellenséges pápát."
Mindenesetre a találkozó után 1244. március 31-én Frigyes és Ince egyezményben állapodtak meg az egyház és a birodalom kapcsolatáról. A szerződésben a császár elfogadta a pápa követeléseit. Vállalta, hogy helyreállítja az Egyházi Államot, hogy szabadon engedi a fogva tartott bíborosokat és hogy amnesztiát ad a pápa szövetségeseinek. De a csalárd Frigyes ezúttal is semmibe vette a pápának adott szavát, és hamarosan bujtogatni kezdte Róma császárpárti nemeseit Ince ellen. A bíborosok szabadon bocsátásáról pedig hallani sem akart. Tervei között ugyanis még mindig szerepelt egy engedelmes pápa trónra emelése, amely az Incéhez hű bíborosok szabadon engedésével csak nehezedne. Az egyházfő a forrongó római hangulat és a közeli császári haderő fenyegetése miatt először Sutriba utazott, ahol világossá vált számára, hogy ha le akarja győzni II. Frigyest, el kell hagynia Itáliát. Ezért üzent a genovai flottáért, majd mikor az befutott Civitavecchia kikötőjébe, Ince az éj leple alatt 1244. június 27-én elhagyta Rómát. A pápai hajók először Genovába vitték az egyházfőt, majd innen Burgundiába, később Lyon városába utazott. Frigyes minden befolyásától függetlenül Ince a Saint Just-kolostorban rendezte be lakosztályát, ahonnan elkezdte szervezni a beígért egyetemes zsinatot.

### Egyetemes zsinat Lyonban
Ince levelek százait küldte szét Európa udvaraiba és minden egyházmegye vezetőjéhez. A zsinat 1245. június 28-án ült össze először. A kiküldött levelek számához mérten a krónikások úgy vélték kevesen jelentek meg a zsinaton. A feljegyzések szerint 250 főpap jelent meg a gyűlésen, köztük Antiochia, Konstantinápoly és Velence (avagy akkoriban még Aquileia) latin pátriárkái, 140 püspök, II. Balduin, latin császár és IX. Lajos, francia király. 

Az egyetemes zsinat megnyitóján hangzott el IV. Ince legismertebb prédikációja, amelyet az egyház és a pápaság öt nagy sebe köré épített fel, és amely egyben a zsinat  legfőbb kérdéseit is tartalmazta:
- Első sebként a főpapok hitbéli engedetlenségét és rossz pásztorkodását,
- Másodjára a szaracénok előrenyomulását,
- Harmadikként a görög egyházak elszakadását,
- Negyedikként Magyarország tatárok általi feldúlását,
- És végül ötödikként II. Frigyes császár egyházellenességét említette.

A zsinaton Frigyes személyesen nem jelent meg, és csak követe, Suessai Thadeusz jelent meg a zsinaton. A gyűlés első ülésén Ince újra egyházi átokkal sújtotta II. Frigyes császárt és II. Sanchot, Portugália királyát. Ezen felül elhatározta a szaracénok és a mongolok elleni hetedik keresztes hadjárat indítását. A július 5-én kezdődő második ülésen a zsinat Frigyes vádjait tárgyalta át. Ince a császárt bűnösnek nyilvánította esküszegés, békeszegés, szentségtörés és eretnekség vétkében is. Ezért Ince július 17-én megfosztotta trónjától a kiátkozott császárt, noha a világi hercegek és királyok nagy része ellenezte a túlzott büntetést.
A lyoni zsinat után, ahol egyébként a bíborosoknak adandó bíbor színű kalapról is döntöttek, Ince Németországba küldte követét, Ferrarai Fülöpöt, hogy hívja össze a német választófejedelmeket, és emeljenek új királyt a német trónra. A királyválasztást azonban német földön csak nehezen akarták vállalni a hercegek, de még a klérus is. A pápa csak a domonkosok és a ferencesek hatásos prédikációival tudta elérni, hogy 1246. május 22-én a Majna partján álló Veitshöchheimban megválasszák Türingia őrgrófját, Raspe Henriket Frigyes ellenkirályának. De Henriknek nem volt igazán nagy tábora, és nagyrészt hatalom nélkül "uralkodott" az országban. Eközben azonban a császár sem tétlenkedett és seregével Itáliába vonult. A pápaság és a császárság utolsó fegyveres ütközetei felrázták Itália régi szövetségeit, és az egész félsziget lángba borult. 1247. február 17-én váratlanul meghalt Henrik, és Ince nyomására helyére Hollandiai Vilmost választották meg. A háború utolsó nagy ütközete előtt azonban Frigyes 1250-ben váratlanul meghalt. Halálos ágyán a Palermoi érsek oldozta fel az egyházi átok alól. Ince azonban tovább ment, és elhatározta, hogy többé Hohenstaufot nem koronáz meg császárrá.

### A szicíliai trón
A pápaság történetének egyik legvásottabb ellenségének halála mitagadás nagyot lendített IV. Ince itáliai törekvésein. A birodalomban Frigyes trónját gyermeke, IV. Konrád foglalta el, míg a szicíliai trónra Konrád gyermeke, Konradin ülhetett. Az alig pár éves gyermek király helyett a Hohenstaufok fattyú leszármazottja, Manfréd, Szicília régense és királya, II. Frigyes német-római császár természetes fia kormányozta a gazdag királyságot. A pápa elhatározta, hogy Itália német befolyásoltságának véget vet, és a nagy veszély elmúlta után Ince ismét átkelt az Alpokon. 1251. április 19-én indult el Itália földjére, majd Perugiában szövetséges seregeket gyűjtött, és azzal 1253 októberére Rómába ért. Ince nem akarta elfogadni Manfréd és Konradin hatalmát, hiszen II. Frigyes királysága még mindig a pápák hűbérbirtoka volt. A törvények értelmében tehát a királyság trónja az egyház kezében volt. A pápa III. Henrik, angol király több rokonának is felajánlotta a szicíliai trónt, valamint Anjou grófjának is, de egyikük sem akart szembenézni Manfréd erős seregével. 1254. május 20-án IV. Konrád meghalt, és miután a német trón kiesett a Hohenstaufok kezéből, Ince végül elismerte Konradin koronáját. 1254. október 27-én a pápai sereg élén Ince bevonult Nápolyba, hogy Konradin hűbéresküjét vegye. Azonban Manfréd nem akart belenyugodni Ince főhatalmába, ezért Foggia közelében rátámadt a pápai seregekre. Ince Nápolyban akarta megvárni a harcok végét, azonban december 7-én meghalt.

### Ince és a keresztény világ
A küzdelmes pontifikátus ugyan nem sok időt hagyott Ince számára, hogy az egyház vagy Európa más területével is foglalkozzon, azért fennmaradt levelei aktív külpolitikáról árulkodnak. Ugyan Anglia IV. Ince idejében már nem állt annyira a pápák uralma alatt, mint III. Honoriusz idejében, a hűbériséget mind a lordok mind a köznép elismerte. Ezen az alapon avatkozott be az angol belpolitikába, méghozzá erélyesen védve III. Henrik király trónját a főurak és a főpapok ellenében. 1252-ben I. Ottokár, cseh királyt ismerte el Ausztria hercegének. II. Vencel gyermekével azonban a kegyes elismeréssel még nem zárult le diplomáciai kapcsolata. Fontos szerepe volt a II. Frigyes és IV. Béla közötti hűbéri viták rendezésében is. Béla ugyanis egész királyságát Frigyesnek ajánlotta fel, amennyiben a császár segít kiűzni a tatárokat Magyarországról. Miután Frigyes nem küldött sereget Béla megsegítésére, a magyar korona megőrizte függetlenségét, amelyet a császár nem akart elismerni. Ekkor Béla a pápához fordult, aki feloldozta a magyar királyt a császárnak tett hűségesküje alól.  
A bölcsek sokasága csodálkozik azon, hogy ilyen körülmények között Atyaságtok támogatta Franciaország királyának, az egyház e nemes tagjának Európa határaiból való távozását. Még inkább csodálkozik és nem szűnik meg csodálkozni azon, hogy az apostoli kegyesség annyira gondoskodik a konstantinápolyi császárságról meg a tengerentúli részekről, amelyek, ha elvesznének is – ami távol legyen –, nem ártana Európa lakóinak annyit, mintha egyedül csak a mi országunkat foglalnák el a tatárok. Isten és ember előtt valljuk, hogy a szóban forgó dolognak oly nagy a szükségessége és fontossága, hogy ha az utazás különféle viszontagságai nem akadályoznának bennünket, nemcsak követeket küldenénk, akiket küldöttünk is, hanem személyesen vetnők magunkat lábad elé, hogy az egész egyház színe előtt odakiálthassuk a magunk mentségére, hogy ha a szentséges atya sem tud segítséget nyújtani, felszabadítjuk magunkat, hogy akaratunk ellenére, kényszerűségből megegyezzünk a tatárokkal. Könyörgünk tehát, tekintse az anyaszentegyház, ha nem is a mi, de elődeink, a szent királyok érdemeit, akik teljes buzgósággal és alázattal alávetették magukat és igehirdetésükkel népüket is az igaz hitnek, s azt meg is őrizték a világ fejedelmei közt tisztán és engedelmesen, amiért nekik és utódaiknak, míg kedvezően mentek dolgaik, kéretlenül is megígértetett az Apostoli Szék részéről minden kegy és támogatás, ha a szükség úgy kívánná. Íme tehát, most valóban fenyegetni látszik a nagy szükség, nyissátok meg az atyai szívet a hit védelmében a köz javára az üldöztetésnek emez idején, máskülönben, ha kérésünk, amely a római egyház híveinek annyira kedvező és annyira szükséges, elutasításban részesülne, amit nem hihetünk, nem mint fiaknak, hanem mint mostohafiaknak, mint az atyai nyájból kizártaknak kellene szükségtől kényszerítve segítséget koldulnunk.

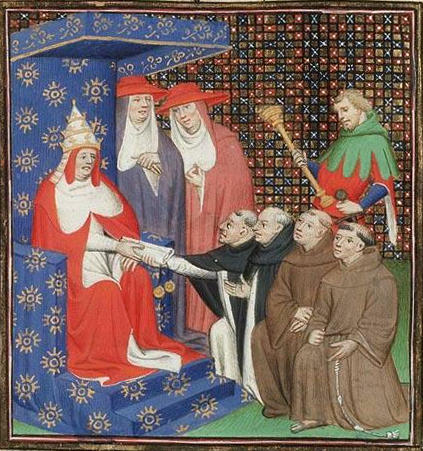
IV. Ince pápa megáldja a mongolokhoz küldött dominikánus és ferences misszionáriusokat

1252. október-novemberében Rómába hívta Báncsa István esztergomi érseket és bíborossá nevezte ki. 1254-ben kiközösítéssel fenyegette meg Ottokárt, amennyiben az fegyvert merne ragadni IV. Béla, magyar uralkodó ellen. A tatárok rombolása ugyanis még Ince előtt is élénken élt, ezért védte a magyar koronát. 
 Portugáliában többször is be kellett avatkoznia a zsarnoki módszerekkel kormányzó II. Sancho király ellen. 1247-ben végül sikerült elérnie, hogy az általa támogatott III. Alfonz kerüljön a portugál trónra. A lyoni zsinaton Ince kiátkozta Sanchot, és akkor Alfonzot nevezte ki az őrült uralkodó helyére. Minden támogatást megadott a szerzetesrendek misszióinak, akik Poroszország, Oroszország, Mongólia és Örményország területére is elutaztak, hogy hirdessék Róma igéjét. Anyagi és kapcsolati segítsége mellett mindössze bátorító szavait tudta felajánlani a térítőknek.
A pápaság és a Szent Birodalom közötti évszázados harcok II. Frigyes halála után már csak végjátékként vonultak fel a történelem lapjaira. A reformok áradatát és a koronával szembeni harcokat VII. Gergely pápa indította el, aki 1073-ban, majdnem kétszáz évre IV. Ince pontifikátusától, lépett Szent Péter örökébe. A harcok elültek, de amikor Ince 1254. december 7-én meghalt, még nem tudhatta biztosan, hogy az egyház valóban jó úton járt-e a Hohenstaufok ágának kiölésével.

### Ince és a mongolok

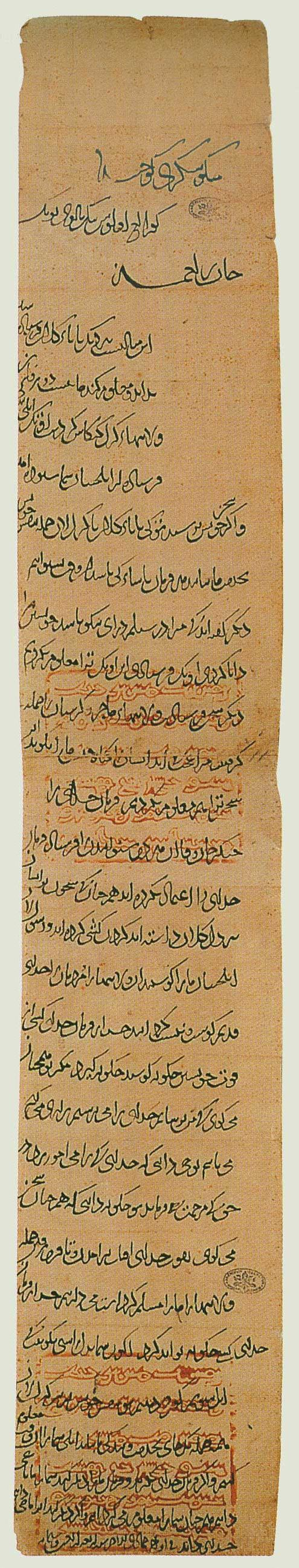
Güjük mongol nagykán levele a pápához 1246-ban

1245-ben küldött a mongolok kánjának egy fennhéjázó levelet Plano Carpine pápai legátussal, amelyben megrótta őket a keresztény világ elleni támadás miatt.
Güjük mongol nagykán 1246-ban írta meg a válaszát hasonló stílusban. Részlet :
Ha ti saját szavaitok szerint cselekedtek, úgy te, aki a Nagy Pápa vagy, a királyokkal együtt személyesen kell hozzánk jönnöd hódolatra, és akkor a jasza törvényét  tudomásotokra fogjuk hozni.
Azt mondtátok, hogy ha megkeresztelkednék, az helyes volna; ezt te magad hoztad tudomásomra, és egy [ilyen] kérést küldtél hozzám. Ezt a kérésedet nem értettük meg. Ezeket a szavakat intézted hozzám „Elfoglaltátok a magyarok és a keresztények minden földjét; efelett csodálkozom. Mondjátok meg, hogy mi volt a bűnük?" Ezen szavaidat sem értettük meg. Dzsingisz kán és a Kagán Isten parancsát küldték, hogy megértsék, de ezek Isten parancsának nem engedelmeskedtek. Sőt ezek, akikről szólsz, nagy tanácskozást tartottak[?], fennhéjázóknak mutatkoztak, és követeinket megölték. Ezekben az országokban az örök Isten ölte meg és semmisítette meg az embereket. Hogyan tudna valaki maga erejéből ölni, hogyan tudna [országot] foglalni, ha nem az Isten parancsára?
És ha te azt mondod: „Keresztény vagyok, az Istent imádom, megvetem [a többieket]”, hogy tudod, hogy Isten kinek bocsát meg és kivel szemben igazán könyörületes; hogyan tudod ezt te, aki ilyen szavakat mondasz? Isten erejéből nekünk adatott minden birodalom napkelettől napnyugatig. És hogyan tudna valaki Isten parancsa nélkül bármit cselekedni? S most őszinte szívből ezt kell mondanotok: „Alattvalóitok leszünk, és nektek szenteljük erőnket.” Te pedig személyesen, minden királyok élén, együttesen, kivétel nélkül, gyere szolgálatunkra és hódolatunkra. Akkor majd el fogjuk ismerni meghódolásotokat. De ha Isten parancsának nem engedelmeskedtek, és parancsunknak ellenszegültök, akkor ellenségnek foglak tekinteni benneteket. Ezt hozzuk tudomásotokra. Ha ellenszegültök, Isten tudja, amit mi tudunk! 

## Művei
- Documenta Catholica Omnia (latin nyelven). (Hozzáférés: 2011. december 6.)

#### Megjegyzés
1. ↑  Dzsingisz kán kódexe, a Jasza meghatározó törvénykönyv volt a nagykánnak és utódainak birodalmaiban